# Telescopio extremadamente pequeño de kilogrado
El Telescopio extremadamente pequeño de kilogrado (o en inglés KELT) consiste en dos telescopios robóticos que están conduciendo una búsqueda de exoplanetas en tránsito alrededor de estrellas brillantes. El proyecto es administrado conjuntamente por miembros del Departamento de Astronomía de la Universidad Estatal de Ohio, el Departamento de Físicas y Astronomía (Grupo de Astronomía) de la Universidad de Vanderbilt, el Departamento de Física de la Universidad de Lehigh y el Observatorio Astronómico Sudafricano (SAAO).

## Telescopios KELT
KELT consiste de dos telescopios, KELT-Norte en Arizona en los Estados Unidos, y KELT-Sur en la  estación de observación de SAAO cerca de Sutherland, Sudáfrica.
Cada  telescopio KELT consta de un campo ancho (26 grados por 26 grados)  de lentes tipo telefoto de formato medio con una  abertura de 4.2 cm, montado sobre un CCD 4k x 4k de Apogee.  KELT-Norte usa una cámara Apogee AP16E, mientras que KELT-Sur usa un Apogee U16M.  Las asambleas ópticas y las cámaras están montados en monturas Paramount ME fabricado por Software Bisque.

### KELT-Norte
KELT-Norte está localizado en el Observatorio Winer en el sureste de Arizona, alrededor de una hora manejando un vehículo de Tucson.  KELT-Norte estuvo instalado en Winer en el 2005, y ha sido operando continuamente desde entonces, con interrupciones ocasionales por fracasos de equipamiento y tiempo pobre.

### KELT-Sur
KELT-Sur está localizado en el Sutherland en la estación de observación astronómica poseída y operada por SAAO, aproximadamente a 370 kilómetros (230 millas) Norte de Ciudad del Cabo. KELT-Sur estuvo desplegado en Sutherland en el 2009.

## Objetivos científicos
KELT está dedicado a descubrir exoplanetas en tránsito orbitando estrellas en el  rango de brillantes de entre magnitudes de  8<V<10.  Este es el régimen apenas más débil que el conjunto de estrellas comprensiblemente buscado por planetas por las búsquedas de velocidad radial, pero más brillantes que aquellos típicamente observados por la mayoría de las búsquedas por tránsito.

## Operaciones
Ambos telescopios KELT operan observando secuencialmente una serie predefinida de campos alrededor del cielo toda la noche, cada noche cuándo el clima lo permite. Todas las exposiciones están tomadas con exposiciones de 150 segundos, optimizadas para observar estrellas en el rango de magnitud objetivo de KELT.

## Descubrimientos de exoplanetas
KELT ha hecho varios descubrimientos de exoplanetas y al menos una enana marrón hasta ahora.
Además, la prospección ha descubierto enanas marrones como la KELT-1b.